# Francie na Zimních olympijských hrách 1992
Francii na Zimních olympijských hrách v roce 1992 reprezentovala výprava 109 sportovců (79 mužů a 30 žen) ve 12 sportech.

## Medailisté
| Medaile | Jméno                                                   | Sport                | Soutěž                  |
| ------- | ------------------------------------------------------- | -------------------- | ----------------------- |
| Zlato   | Corinne Niogret Véronique Claudel Anne Briand-Bouthiaux | Biatlon              | Ženy štafeta 3 x 7.5 km |
| Zlato   | Edgar Grospiron                                         | Akrobatické lyžování | Muži boule              |
| Zlato   | Fabrice Guy                                             | Severská kombinace   | Muži jednotlivci        |
| Stříbro | Franck Piccard                                          | Alpské lyžování      | Muži sjezd              |
| Stříbro | Carole Merleová                                         | Alpské lyžování      | Ženy super-G            |
| Stříbro | Isabelle Duchesnayová Paul Duchesnay                    | Krasobruslení        | Taneční páry            |
| Stříbro | Olivier Allamand                                        | Akrobatické lyžování | Muži boule              |
| Stříbro | Sylvain Guillaume                                       | Severská kombinace   | Muži jednotlivci        |
| Bronz   | Florence Masnadová                                      | Alpské lyžování      | Ženy kombinace          |